# 노스안드로스

노스안드로스

노스안드로스(영어: North Andros)는 바하마의 구로 안드로스섬에 위치한다.